# 2012년 하계 올림픽 사이클
제30회 하계 올림픽 사이클 경기는 2012년 7월 28일에서 8월 12일까지 영국 런던에서 개최되었다. 트랙 종목과 BMX 종목의 경기장은 런던 벨로파크였고, 산악 자전거 경기장은 에식스주 헤이들리 팜이었다. 도로 경기는 런던 중심부에 있는 더몰을 출발해 서리를 돌아 다시 출발지점으로 오는 것이었다.

## 참가국
총 74개국에서 온 196명의 사이클리스트가 2012년 하계 올림픽 사이클 종목에 참여했다.
- 알제리 (1)
- 아르헨티나 (4)
- 오스트레일리아 (29)
- 오스트리아 (5)
- 아제르바이잔 (1)
- 벨라루스 (10)
- 벨기에 (17)
- 브라질 (9)
- 불가리아 (2)
- 캐나다 (17)
- 칠레 (3)
- 중화인민공화국 (12)
- 콜롬비아 (17)
- 코스타리카 (2)
- 크로아티아 (2)
- 쿠바 (5)
- 키프로스 (1)
- 체코 (10)
- 덴마크 (11)
- 에콰도르 (2)
- 에리트레아 (1)
- 엘살바도르 (1)
- 에스토니아 (2)
- 핀란드 (2)
- 프랑스 (24)
- 조지아 (1)
- 독일 (25)
- 영국 (27)
- 그리스 (4)
- 괌 (1)
- 과테말라 (1)
- 홍콩 (6)
- 헝가리 (3)
- 이란 (3)
- 아일랜드 (4)
- 이탈리아 (14)
- 일본 (9)
- 카자흐스탄 (2)
- 라트비아 (5)
- 리투아니아 (4)
- 룩셈부르크 (2)
- 말레이시아 (5)
- 모로코 (3)
- 모리셔스 (1)
- 멕시코 (2)
- 몰도바 (1)
- 나미비아 (2)
- 네덜란드 (25)
- 뉴질랜드 (22)
- 노르웨이 (6)
- 필리핀 (1)
- 폴란드 (12)
- 포르투갈 (4)
- 루마니아 (1)
- 러시아 (18)
- 르완다 (1)
- 세르비아 (2)
- 슬로바키아 (1)
- 슬로베니아 (6)
- 남아프리카 공화국 (9)
- 대한민국 (10)
- 스페인 (16)
- 스웨덴 (5)
- 스위스 (11)
- 시리아 (1)
- 태국 (1)
- 중화 타이베이 (2)
- 트리니다드 토바고 (2)
- 튀르키예 (3)
- 우크라이나 (10)
- 미국 (24)
- 우루과이 (1)
- 우즈베키스탄 (2)
- 베네수엘라 (12)

## 경기장

### 도로 경기
런던 중심부와 영국 잉글랜드 남부의 서리

### 트랙 경기
런던 벨로 파크에 위치한 경륜장

### 산악 경기
영국 에식스에 있는 헤이들리 팜

### BMX
런던 벨로 파크에 위치한 BMX 트랙

## 일정
| 세부 종목↓/날짜 →   | 28일 토 | 29일 일 | 1일 수 | 8일 수 | 9일 목 | 10일 토 | 10일 토 | 11일 일 | 12일 월 |
| ------------------- | ------- | ------- | ------ | ------ | ------ | ------- | ------- | ------- | ------- |
| 남자 BMX            |         |         |        |        |        |         |         |         |         |
| 여자 BMX            |         |         |        |        |        |         |         |         |         |
| 산악 자전거         |         |         |        |        |        |         |         |         |         |
| 남자 크로스컨트리   |         |         |        |        |        |         |         |         |         |
| 여자 크로스컨트리   |         |         |        |        |        |         |         |         |         |
| 도로 경기           |         |         |        |        |        |         |         |         |         |
| 남자 개인 도로 경기 |         |         |        |        |        |         |         |         |         |
| 남자 도로 독주 경기 |         |         |        |        |        |         |         |         |         |
| 여자 개인 도로 경기 |         |         |        |        |        |         |         |         |         |
| 여자 도로 독주 경기 |         |         |        |        |        |         |         |         |         |

| 날짜 →          | 2일 목 | 2일 목 | 2일 목 | 3일 금 | 3일 금 | 4일 토 | 4일 토 | 4일 토 | 5일 일 | 5일 일 | 5일 일 | 6일 월 | 6일 월 | 6일 월 | 6일 월 | 7일 화 | 7일 화 | 7일 화 |
| 세부 종목 ↓     | 오후   | 오후   | 오후   | 오후   | 오후   | 오전   | 오후   | 오후   | 오전   | 오후   | 오후   | 오후   | 오후   | 오후   | 오후   | 오전   | 오후   | 오후   |
| --------------- | ------ | ------ | ------ | ------ | ------ | ------ | ------ | ------ | ------ | ------ | ------ | ------ | ------ | ------ | ------ | ------ | ------ | ------ |
| 남자 경륜       |        |        |        |        |        |        |        |        |        |        |        |        |        |        |        |        |        |        |
| 남자 옴니움     |        |        |        |        |        | FL     | PR     | ER     | IP     | SR     | TT     |        |        |        |        |        |        |        |
| 여자 옴니움     |        |        |        |        |        |        |        |        |        |        |        |        |        |        |        |        |        |        |
| 남자 팀추월     |        |        |        |        |        |        |        |        |        |        |        |        |        |        |        |        |        |        |
| 남자 팀스프린트 |        |        |        |        |        |        |        |        |        |        |        |        |        |        |        |        |        |        |
| 여자 경륜       |        |        |        |        |        |        |        |        |        |        |        |        |        |        |        |        |        |        |
| 여자 옴니움     |        |        |        |        |        |        |        |        |        |        |        | FL     | PR     | PR     | ER     | IP     | SR     | TT     |
| 여자 스프린트   |        |        |        |        |        |        |        |        |        |        |        |        |        |        |        |        |        |        |
| 여자 팀추월     |        |        |        |        |        |        |        |        |        |        |        |        |        |        |        |        |        |        |
| 여자 팀스프린트 |        |        |        |        |        |        |        |        |        |        |        |        |        |        |        |        |        |        |

## 메달 집계

### 나라별 메달 집계
| 순위 | 국가           | 금메달 | 은메달 | 동메달 | 합계 |
| ---- | -------------- | ------ | ------ | ------ | ---- |
| 1    | 영국           | 8      | 2      | 2      | 12   |
| 2    | 독일           | 1      | 4      | 1      | 6    |
| 3    | 프랑스         | 1      | 3      | 0      | 4    |
| 4    | 오스트레일리아 | 1      | 2      | 3      | 6    |
| 5    | 미국           | 1      | 2      | 1      | 4    |
| 6    | 콜롬비아       | 1      | 1      | 1      | 3    |
| 7    | 네덜란드       | 1      | 0      | 2      | 3    |
| 8    | 카자흐스탄     | 1      | 0      | 0      | 1    |
| 8    | 덴마크         | 1      | 0      | 0      | 1    |
| 8    | 라트비아       | 1      | 0      | 0      | 1    |
| 8    | 체코           | 1      | 0      | 0      | 1    |
| 12   | 중화인민공화국 | 0      | 2      | 1      | 3    |
| 13   | 뉴질랜드       | 0      | 1      | 2      | 3    |
| 14   | 스위스         | 0      | 1      | 0      | 1    |
| 15   | 러시아         | 0      | 0      | 2      | 2    |
| 16   | 캐나다         | 0      | 0      | 1      | 1    |
| 16   | 홍콩           | 0      | 0      | 1      | 1    |
| 16   | 노르웨이       | 0      | 0      | 1      | 1    |
| 16   | 이탈리아       | 0      | 0      | 1      | 1    |
| 합계 | 합계           | 18     | 18     | 19     | 55   |

### 도로 경기
| 종목                       | 금                                 | 은                           | 동                               |
| -------------------------- | ---------------------------------- | ---------------------------- | -------------------------------- |
| 남자 개인 도로 경기 자세히 | 알렉산드르 비노쿠로프 · 카자흐스탄 | 리고베르토 우란 · 콜롬비아   | 알렉산데르 크리스토프 · 노르웨이 |
| 여자 개인 도로 경기 자세히 | 마리아너 포스 · 네덜란드           | 엘리자베스 아미스테드 · 영국 | 올가 자벨린스카야 · 러시아       |
| 남자 도로 독주 경기 자세히 | 브래들리 위긴스 · 영국             | 토니 마르틴 · 독일           | 크리스토퍼 프룸 · 영국           |
| 여자 도로 독주 경기 자세히 | 크리스틴 암스트롱 · 미국           | 유디트 아른트 · 독일         | 올가 자벨린스카야 · 러시아       |

### 트랙 경기
| 종목                      | 금                                                                 | 은                                                                   | 동                                                                         |
| ------------------------- | ------------------------------------------------------------------ | -------------------------------------------------------------------- | -------------------------------------------------------------------------- |
| 남자 스프린트 개인 자세히 | 제이슨 케니 · 영국                                                 | 그레고리 보제 · 프랑스                                               | 셰인 퍼킨스 · 오스트레일리아                                               |
| 여자 스프린트 개인 자세히 | 애나 미어스 · 오스트레일리아                                       | 빅토리아 펜들턴 · 영국                                               | 궈솽 · 중화인민공화국                                                      |
| 남자 팀스프린트 자세히    | 필립 힌데스 · 크리스 호이 · 제이슨 케니 · 영국                     | 그레고리 보제 · 미카엘 달메이다 · 케뱅 시로 · 프랑스                 | 레네 엔더스 · 막시밀리안 레비 · 로베르트 푀르스테만 · 독일                 |
| 여자 팀스프린트 자세히    | 크리스티나 포겔 · 미리암 벨테 · 독일                               | 궁진제 · 궈솽 · 중화인민공화국                                       | 칼리 맥컬로치 · 애나 미어스 · 오스트레일리아                               |
| 남자 경륜 자세히          | 크리스 호이 · 영국                                                 | 막시밀리안 레비 · 독일                                               | 사이먼 밴벨두번 · 뉴질랜드                                                 |
| 남자 경륜 자세히          | 크리스 호이 · 영국                                                 | 막시밀리안 레비 · 독일                                               | 퇸 뮐더르 · 네덜란드                                                       |
| 여자 경륜 자세히          | 빅토리아 펜들턴 · 영국                                             | 궈솽 · 중화인민공화국                                                | 리와이제 · 홍콩                                                            |
| 남자 팀추월 자세히        | 에드워드 클랜시 · 제레인트 토머스 · 스티븐 버크 · 피터 케닉 · 영국 | 잭 밥리지 · 글렌 오셰어 · 로언 데니스 · 마이클 헵번 · 오스트레일리아 | 샘 불리 · 애런 게이트 · 마크 라이언 · 제시 서전트 · 웨슬리 고프 · 뉴질랜드 |
| 여자 팀추월 자세히        | 대니얼 킹 · 로라 트롯 · 조아나 러셀 · 영국                         | 사라 해머 · 도치 보시 · 제니 리드 · 로렌 타마요 · 미국               | 타라 휘튼 · 질리언 칼턴 · 재스민 글래서 · 캐나다                           |
| 남자 옴니움 자세히        | 라세 노르만 한센 · 덴마크                                          | 브리앙 코카르 · 프랑스                                               | 에드 클랜시 · 영국                                                         |
| 자세히                    | 로라 트롯 · 영국                                                   | 사라 해머 · 미국                                                     | 애넷 에드먼슨 · 오스트레일리아                                             |

### 산악 경기
| 종목                     | 금                       | 은                   | 동                                  |
| ------------------------ | ------------------------ | -------------------- | ----------------------------------- |
| 남자 크로스컨트리 자세히 | 야로슬라프 쿨하비 · 체코 | 니노 슈르터 · 스위스 | 마르코 아우렐리오 폰타나 · 이탈리아 |
| 여자 크로스컨트리 자세히 | 쥘리 브레세 · 프랑스     | 자비네 슈피츠 · 독일 | 조지아 굴드 · 미국                  |

### BMX
| 종목        | 금                               | 은                         | 동                           |
| ----------- | -------------------------------- | -------------------------- | ---------------------------- |
| 남자 자세히 | 마리스 슈트롬베르크스 · 라트비아 | 샘 윌러비 · 오스트레일리아 | 카를로스 오쿠엔도 · 콜롬비아 |
| 여자 자세히 | 마리아나 파혼 · 콜롬비아         | 세라 워커 · 뉴질랜드       | 라우라 스뮐더르스 · 네덜란드 |